# Майские острова
Ма́йские острова́ — группа островов в составе архипелага Северная Земля (Россия). Административно относятся к Таймырскому Долгано-Ненецкому району Красноярского края.

## Расположение
Расположены в море Лаптевых в юго-восточной части архипелага к северу от острова Старокадомского. Вытянуты с юга на север на расстоянии около 4 километров.

## Описание
Состоят из 9 островов: двух островных песчаных кос Стяг и Крылатая, острова Весеннего и шести безымянных островов меньших размеров. Расположены раскрытым на запад полумесяцем. Большая часть покрыта песком. Некоторые острова группы соединены между собой песчаными отмелями. Существенных возвышенностей нет. Частично покрыты льдом.